# Benno Nihom
Benno Nihom (Leiden, 10 november 1986) is een Nederlands voetbalcoach.
Nihom doorliep het Vossius Gymnasium in Amsterdam en deed de opleiding Sport, Management en Ondernemen aan de Hogeschool van Amsterdam. Hij was partner in een fitness-app en was organisator van jeugdfeesten.  Nihom speelde in de jeugd voetbal bij AFC en werd al snel jeugdtrainer. Hij werd hoofd jeugdopleiding van de club. In 2012 werd Nihom assistent-trainer bij de nieuw opgerichte vrouwentak van AFC Ajax. Van 2015 tot 2018 was hij hoofdtrainer van het zaterdagteam van AFC dat uitkwam in de Hoofdklasse. In 2017 werd hij aangesteld als hoofdtrainer van Ajax vrouwen waarmee hij in het seizoen 2017/18 landskampioen werd. Ook won hij in het seizoen 2017/18 de KNVB beker. Aan het einde van het seizoen 2018/19 vertrekt hij bij Ajax. In januari 2020 keerde hij terug bij AFC. Eerst trainde hij daar het zaterdagelftal, later schoof hij door naar het zondagselftal dat uitkomt in de Tweede Divisie.